# Międzynarodowy Festiwal Kultury Hiszpańskojęzycznej „Viva Flamenco”

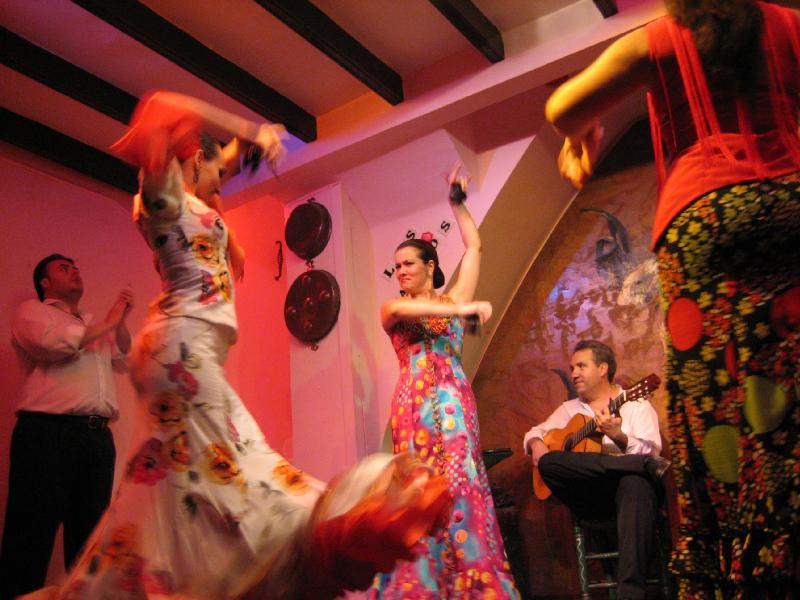
Flamenco w Sewilli

Międzynarodowy Festiwal Kultury Hiszpańskojęzycznej „Viva Flamenco” – festiwal kultury hiszpańskojęzycznej, odbywający się od 2002 do 2011 roku w Łodzi.
Po raz pierwszy festiwal odbył się w 2002 roku.
Podczas festiwalu organizowane są warsztaty i pokazy tańca flamenco, spektakle teatralne, dni kina hiszpańskiego, wystawy fotografii, degustacje kuchni hiszpańskiej, pokazy mody, koncerty, występy szczudlarzy, mimów, andaluzyjska fiesta oraz korowód tancerzy flamenco na ul. Piotrkowskiej.
Pomysłodawcą i organizatorem festiwalu jest Małgorzata Wilczyńska.
Patronem generalnym jest prezydent miasta Łodzi, Ambasada Hiszpanii, Instytut Cervantesa, Ministerstwo Kultury i Dziedzictwa Narodowego, Urząd Miasta Łodzi, Telewizja Polska oddział w Łodzi.

## Gwiazdy gościnnie na Festiwalu
- Noelia Sabarea – hiszpańska tancerka flamenco, solistka teatrów: „Teatro Calderón” i „Teatro Real” w Madrycie[3].
- Antonio Peralta „El Kuko” – hiszpański gitarzysta flamenco
- Antonio Carrasco – hiszpański wokalista
- Antonio Murata „El Shuster” – hiszpański perkusista
- Antonio Molina – hiszpański wiolinista
- Juan Polvillo – hiszpański tancerz i choreograf flamenco, laureat nagród na międzynarodowych festiwalach w Sewilli, Kadyksie, Máladze i Murcii
- Javier Leal – wirtuoz gitary flamenco
- Manuel de Tañe – śpiewak z Jerez de la Frontera
- Jose Nunez Guerrero – tancerz flamenco i klasycznego baletu hiszpańskiego
- Vicky Barea – hiszpańska tancerka[4]
- Oscar Guzman – hiszpański gitarzysta flamenco[5][6]